# 34 Leonis Minoris
34 Leonis Minoris är en vit stjärna i huvudserien i Lilla lejonets stjärnbild.
34 Leonis Minoris har visuell magnitud +5,58 och är synlig för blotta ögat vid god seeing. Den befinner sig på ett avstånd av ungefär 685 ljusår.